# Tjibbe Joustra (bestuurder)
Tjibbe Herman Jan Joustra (Hengelo, 6 februari 1951) is een Nederlandse bestuurder en een voormalige topambtenaar. Van februari 2011 tot mei 2019 was hij voorzitter van de Onderzoeksraad voor Veiligheid.

## Loopbaan
Joustra studeerde Nederlands recht aan de Rijksuniversiteit Groningen tot 1975. Hij studeerde af op een scriptie over de Amerikaanse anti-trustwetgeving.
Over zijn werk schreef Joustra het boek 'Crisis en controle' dat eind april 2021 verscheen.

### Ministerie van Landbouw
Na zijn afstuderen maakte hij carrière bij de juridische afdeling van het Ministerie van Landbouw, Natuur en Voedselkwaliteit. In 1987 werd hij secretaris-generaal op dit ministerie. Bij zijn aantreden als secretaris-generaal was hij met 35 jaar de jongste secretaris-generaal die Nederland ooit gehad heeft. Hij diende hier tot december 2001 onder vijf achtereenvolgende ministers.

### UWV
In januari 2002 werd Joustra voorzitter van de Raad van Bestuur van de uitkeringsinstantie UWV. In 2003 raakte hij in opspraak door een miljoenen verslindende verbouwing van het hoofdkantoor van deze dienst, en met name van de directievertrekken. Deze zouden overdadig aangekleed zijn met natuursteen en kersenhout en dergelijke. Dit was in schril contrast met de reorganisatie bij het UWV waarbij honderden banen geschrapt werden. De dure verbouwing kwam aan het licht doordat RTL heimelijk gefilmde beelden binnen het UWV-gebouw openbaar maakte. Nadat over deze affaire Kamervragen waren gesteld, raakte Joustra in een conflict verwikkeld met minister van Sociale Zaken Aart Jan de Geus. Hij zou de minister hierover onjuist hebben ingelicht. Op 14 februari 2004 eiste De Geus het vertrek van Joustra, en in maart 2004 kwamen ze een vertrekprocedure overeen. De vertrekprocedure hield onder andere in dat Joustra binnen een jaar een nieuwe passende functie binnen de publieke sector zou krijgen, Joustra vertrok op 1 april 2004 bij het UWV.

### Terrorismebestrijding
Op 27 april 2004 werd hij aangesteld als Nationaal Coördinator Terrorismebestrijding (NCTb), een benoeming die andermaal kritisch werd gevolgd door de media, juist door de nog maar recente dubieuze gebeurtenissen. Hij adviseerde de ministers van Justitie en Binnenlandse Zaken over maatregelen om terrorisme te voorkomen en werkte aan een bureau van specialisten van de inlichtingendiensten, de douane en de Koninklijke Marechaussee. Op 1 januari 2009 legde Joustra zijn functie bij het NCTb neer en werd hij voorzitter van de Vereniging Particuliere Beveiligingsorganisaties en recherchebureaus (VPB) en van het Productschap Tuinbouw In beide functies bleef hij tot februari 2011 aan.

### Onderzoeksraad voor Veiligheid
Op 7 februari 2011 werd Joustra voorzitter van de Onderzoeksraad Voor Veiligheid, in welke hoedanigheid hij mr. Pieter van Vollenhoven opvolgde. De procedure van deze benoeming was omstreden, aangezien de benoeming door de minister van Veiligheid en Justitie gedaan werd, zonder dat de Onderzoeksraad daar zelf invloed op had. Volgens voormalig voorzitter Van Vollenhoven kwam hiermee de onafhankelijkheid van de Onderzoeksraad in het geding. Op 1 mei 2019 werd Joustra opgevolgd door Jeroen Dijsselbloem.

## Nevenfuncties
Tjibbe Joustra is onder meer lid van de raad van toezicht van het Staatsbosbeheer en de NPO, bestuurslid van het Groenfonds en commissaris bij het ROI. Daarnaast is hij lid van de Raad van Advies van Stichting Food Valley.
Joustra was lid van D66, maar schreef mee aan het verkiezingsprogramma van de VVD voor de Tweede Kamerverkiezingen van 2010.
Hij is benoemd als voorzitter per 1 september 2012 van de raad van toezicht van de Rijksuniversiteit Groningen, waar hij zelf heeft gestudeerd.
Sinds 1 november 2015 is Joustra voorzitter van het Algemeen Bestuurscollege van de Koninklijke Bibliotheek.
Van 2019-2021 was Joustra voorzitter van de Commissie Onderzoek Interlandelijke Adoptie in het verleden die onderzoek deed naar eventuele misstanden bij buitenlandse adopties.
Per 1 oktober 2019 werd Joustra voorzitter van de Stichting Maatschappij en Veiligheid (SMV) als opvolger van prof. mr. Pieter van Vollenhoven die toen ere-voorzitter werd. Procureur generaal Gerrit van der Burg is lid van de Raad Van Advies van de stichting.